# 1 500 meter för damer i friidrott vid olympiska sommarspelen 2004
1 500 meter damer vid Olympiska sommarspelen 2004 genomfördes vid Atens olympiska stadion mellan 24 och 28 augusti.

## Medaljörer
| Event       | Guld                        | Guld    | Silver                     | Silver  | Brons                  | Brons   |
| 1 500 meter | Kelly Holmes Storbritannien | 3.57,90 | Tatjana Tomasjova Ryssland | 3.58,12 | Maria Cioncan Rumänien | 3.58,39 |

## Resultat
Från de tre försöksheaten gick de fem främsta i varje heat samt de nio bästa tiderna därutöver vidare till semifinalerna.

Från de två semifinalerna gick de fem främsta från varje heat samt de två bästa tiderna därutöver till finalen.
Alla tider visas i minuter och sekunder.

- Q innebär avancemang utifrån placering i heatet.
- q innebär avancemang utifrån total placering.
- DNS innebär att personen inte startade.
- DNF innebär att personen inte fullföljde.
- DQ innebär diskvalificering.
- NR innebär nationellt rekord.
- OR innebär olympiskt rekord.
- WR innebär världsrekord.
- WJR innebär världsrekord för juniorer
- AR innebär världsdelsrekord (area record)
- PB innebär personligt rekord.
- SB innebär säsongsbästa.

### Försöksheat
| Placering | Heat | Idrottare                 | Land                    | Tid     | Noteringar |
| --------- | ---- | ------------------------- | ----------------------- | ------- | ---------- |
| 1         | 2    | Natalja Jevdokimova       | Ryssland                | 4.05,55 | Q          |
| 2         | 2    | Kelly Holmes              | Storbritannien          | 4.05,58 | Q          |
| 3         | 2    | Daniela Jordanova         | Bulgarien               | 4.05,87 | Q, SB      |
| 4         | 2    | Maria Martins             | Frankrike               | 4:05.95 | Q          |
| 5         | 2    | Hasna Benhassi            | Marocko                 | 4:05.98 | Q          |
| 6         | 1    | Tatjana Tomasjova         | Ryssland                | 4:06.06 | Q          |
| 6         | 1    | Natalija Sidorenko Tobias | Ukraina                 | 4:06.06 | Q          |
| 8         | 2    | Lidia Chojecka            | Polen                   | 4:06.13 | q          |
| 9         | 1    | Nuria Fernández           | Spanien                 | 4:06.29 | Q          |
| 10        | 2    | Iris Fuentes-Pila         | Spanien                 | 4:06.32 | q          |
| 11        | 1    | Anna Jakubczak            | Polen                   | 4:06.37 | Q          |
| 12        | 2    | Nahida Touhami            | Algeriet                | 4:06.41 | q          |
| 13        | 1    | Elvan Abeylegesse         | Turkiet                 | 4:06.42 | Q          |
| 14        | 1    | Carrie Tollefson          | USA                     | 4:06.46 | q          |
| 15        | 3    | Maria Cioncan             | Rumänien                | 4:06.68 | Q          |
| 16        | 2    | Konstadina Efedaki        | Grekland                | 4:06.73 | q          |
| 17        | 3    | Carmen Douma-Hussar       | Kanada                  | 4:06.90 | Q          |
| 18        | 3    | Wioletta Janowska         | Polen                   | 4:06.91 | Q          |
| 19        | 3    | Nancy Jebet Lagat         | Kenya                   | 4:06.94 | Q          |
| 20        | 3    | Kutre Dulecha             | Etiopien                | 4:06.95 | Q          |
| 21        | 3    | Olga Jegorova             | Ryssland                | 4:07.14 | q          |
| 22        | 3    | Natalia Rodríguez         | Spanien                 | 4:07.19 | q          |
| 23        | 1    | Hayley Tullett            | Storbritannien          | 4:07.27 | q          |
| 24        | 1    | Carla Sacramento          | Portugal                | 4:07.73 | q          |
| 25        | 3    | Hind Dehiba               | Frankrike               | 4:07.96 |            |
| 26        | 1    | Courtney Babcock          | Kanada                  | 4:08.18 |            |
| 27        | 3    | Nelja Neporadna           | Ukraina                 | 4:08.60 |            |
| 28        | 3    | Trine Pilskog             | Norge                   | 4:08.61 |            |
| 29        | 1    | Latifa Essarokh           | Frankrike               | 4:09.08 |            |
| 30        | 3    | Sarah Jamieson            | Australien              | 4:09.25 |            |
| 31        | 3    | Judit Varga               | Ungern                  | 4:09.36 |            |
| 32        | 2    | Malindi Elmore            | Kanada                  | 4:09.81 |            |
| 33        | 1    | Elena Iagăr               | Rumänien                | 4:11.48 |            |
| 34        | 1    | Mestawat Tadesse          | Etiopien                | 4:11.78 |            |
| 35        | 3    | Joanne Pavey              | Storbritannien          | 4:12.50 |            |
| 36        | 3    | Tatjana Borisova          | Kirgizistan             | 4:13.36 |            |
| 37        | 2    | Jasminka Guber            | Bosnien och Hercegovina | 4:17.75 | PB         |
| 38        | 2    | Meskerem Legesse          | Etiopien                | 4:18.03 |            |
| 39        | 2    | Alina Cucerzan            | Rumänien                | 4:18.07 |            |
| 40        | 2    | Elena Guerra              | Uruguay                 | 4:35.31 |            |
| 41        | 2    | Kanchhi Maya Koju         | Nepal                   | 4:38.17 | PB         |
| 42        | 1    | Silvia Felipo             | Andorra                 | 4:44.40 | SB         |
| 43        | 1    | Sloan Siegrist            | Guam                    | 4:44.53 |            |
| 44        | 3    | Sumaira Zahoor            | Pakistan                | 4:49.33 |            |
| 99        | 1    | Bouchra Ghezielle         | Marocko                 | DNS     |            |
| 99        | 1    | Nouria Merah Benida       | Algeriet                | DNS     |            |
| 99        | 2    | Irina Lisjtjinska         | Ukraina                 | DNF     |            |
| 99        | 3    | Rosa Saul                 | Angola                  | DNS     |            |

### Semifinaler
| Placering | Heat | Idrottare                 | Land           | Tid     | Noteringar |
| --------- | ---- | ------------------------- | -------------- | ------- | ---------- |
| 1         | 2    | Natalja Jevdokimova       | Ryssland       | 4.04,66 | Q          |
| 2         | 2    | Kelly Holmes              | Storbritannien | 4.04,77 | Q          |
| 3         | 2    | Lidia Chojecka            | Polen          | 4.04,83 | Q          |
| 4         | 2    | Natalia Rodríguez         | Spanien        | 4:04.91 | Q          |
| 5         | 2    | Daniela Jordanova         | Bulgarien      | 4:04.94 | Q, SB      |
| 6         | 2    | Carmen Douma-Hussar       | Kanada         | 4:05.09 | q          |
| 7         | 2    | Olga Jegorova             | Ryssland       | 4:05.57 | q          |
| 8         | 1    | Maria Cioncan             | Rumänien       | 4:06.69 | Q          |
| 9         | 1    | Anna Jakubczak            | Polen          | 4:06.77 | Q          |
| 10        | 1    | Tatjana Tomasjova         | Ryssland       | 4:06.80 | Q          |
| 11        | 1    | Elvan Abeylegesse         | Turkiet        | 4:07.10 | Q          |
| 12        | 2    | Nahida Touhami            | Algeriet       | 4:07.21 |            |
| 13        | 1    | Hasna Benhassi            | Marocko        | 4:07.39 | Q          |
| 14        | 1    | Natalija Sidorenko Tobias | Ukraina        | 4:07.55 |            |
| 15        | 1    | Nancy Jebet Lagat         | Kenya          | 4:07.57 |            |
| 16        | 1    | Kutre Dulecha             | Etiopien       | 4:07.63 |            |
| 17        | 1    | Nuria Fernández           | Spanien        | 4:07.68 |            |
| 18        | 1    | Iris Fuentes-Pila         | Spanien        | 4:07.69 |            |
| 19        | 2    | Carrie Tollefson          | USA            | 4:08.55 |            |
| 20        | 1    | Hayley Tullett            | Storbritannien | 4:08.92 |            |
| 21        | 1    | Konstadina Efedaki        | Grekland       | 4:09.37 |            |
| 22        | 2    | Carla Sacramento          | Portugal       | 4:10.85 |            |
| 23        | 2    | Wioletta Janowska         | Polen          | 4:11.41 |            |
| 24        | 2    | Maria Martins             | Frankrike      | 4:12.76 |            |

### Final
| Placering | Idrottare           | Land           | Tid     | Noteringar |
| --------- | ------------------- | -------------- | ------- | ---------- |
| 1         | Kelly Holmes        | Storbritannien | 3,57,90 | NR         |
| 2         | Tatjana Tomasjova   | Ryssland       | 3,58,12 | PB         |
| 3         | Maria Cioncan       | Rumänien       | 3,58,39 | PB         |
| 4         | Natalja Jevdokimova | Ryssland       | 3,59,05 | PB         |
| 5         | Daniela Jordanova   | Bulgarien      | 3,59,10 | PB         |
| 6         | Lidia Chojecka      | Polen          | 3,59,27 | SB         |
| 7         | Anna Jakubczak      | Polen          | 4.00,15 | PB         |
| 8         | Elvan Abeylegesse   | Turkiet        | 4.00,67 |            |
| 9         | Carmen Douma-Hussar | Kanada         | 4.02,31 | PB         |
| 10        | Natalia Rodríguez   | Spanien        | 4.03,01 | SB         |
| 11        | Olga Jegorova       | Ryssland       | 4.05,65 |            |
| 12        | Hasna Benhassi      | Marocko        | 4.12,90 |            |

## Rekord

### Världsrekord
- Yunxia Qu, Kina - 3.50,46 - 11 september 1993 - Peking, Kina

### Olympiskt rekord
- Paula Ivan, Rumänien – 3.53,96 - 26 september 1988 - Seoul, Sydkorea

## Tidigare vinnare

### OS
- 1896 – 1968: Inga tävlingar
- 1972 i München: Ljudmila Bragina, Sovjetunionen – 4.01,4
- 1976 i Montreal: Tatjana Kazankina, Sovjetunionen – 4.05,48
- 1980 i Moskva: Tatjana Kazankina, Sovjetunionen – 3.56,6
- 1984 i Los Angeles: Gabriella Dorio, Italien – 4.03,25
- 1988 i Seoul: Paula Ivan, Rumänien – 3.53,96
- 1992 i Barcelona: Hassiba Boulmerka, Algeriet – 3.55,30
- 1996 i Atlanta: Svetlana Masterkova, Ryssland – 4.00,83
- 2000 i Sydney: Nouria Mehra, Algeriet – 4.05,10

### VM
- 1983 i Helsingfors: Mary Decker-Slaney, USA – 4.00,90
- 1987 i Rom: Tatjana Samolenko-Dorovskich – Sovjetunionen – 3.58,56
- 1991 i Tokyo: Hassiba Boulmerka, Algeriet – 4.02,21
- 1993 i Stuttgart: Dong Liu, Kina – 4.00,50
- 1995 i Göteborg: Hassiba Boulmerka, Algeriet – 4.02,42
- 1997 i Aten: Carla Sacramento, Portugal – 4.04,24
- 1999 i Sevilla: Svetlana Masterkova, Ryssland – 3.59,53
- 2001 i Edmonton: Gabriela Szabo, Rumänien – 4.00,57
- 2003 i Paris: Tatjana Tomasjova, Ryssland – 3.58,52